# Robert Atkins
Pour les articles homonymes, voir Robert Atkins (homme politique) et Atkins.
Dr. Robert Coleman Atkins, né le 17 octobre 1930 à Columbus (Ohio) et mort le 17 avril 2003  à New York, est un médecin et nutritionniste américain.

## Biographie
Il met au point dans les années 1970 le régime Atkins, régime amaigrissant controversé et crée en 1989 le groupe Atkins Nutritionals (en) pour promouvoir ce régime.
Il est victime d'une crise cardiaque en avril 2002. Il meurt en avril 2003 des suites d'une commotion cérébrale provoquée par une chute sur la glace. Selon le rapport médical de sa mort, il aurait été obèse (cette mauvaise publicité faite au groupe Atkins Nutritionals entraîne sa faillite en 2005), information contestée par son groupe.

## Ouvrage
- Dr. Atkins' Diet Revolution, éditions Bantam Books, 1972.